# Ronnie Lundströmer
Ronnie Lundströmer (ur. 28 stycznia 1992 roku) – szwedzki kierowca wyścigowy.

## Kariera
Lundströmer rozpoczął karierę w wyścigach samochodowych w 2010 roku od startów w Szwedzkiej Formule Renault oraz Formule Renault 2.0 NEZ. Z dorobkiem 75 punktów uplasował się w obu seriach na ósmej pozycji w klasyfikacji generalnej. W późniejszych latach pojawiał się także w stawce Północnoeuropejskiego Pucharu Formuły Renault 2.0 oraz Europejskiego Pucharu Formuły Renault 2.0.

## Statystyki
| Sezon | Seria                                         | Zespół           | Wyścigi | Zwycięstwa | PP | NO | Podium | Punkty | Pozycja |
| ----- | --------------------------------------------- | ---------------- | ------- | ---------- | -- | -- | ------ | ------ | ------- |
| 2010  | Formuła Renault 2.0 NEZ                       | Trackstar Racing | 12      | 0          | 0  | 0  | 1      | 75     | 8       |
| 2010  | Szwedzka Formuła Renault                      | Trackstar Racing | 12      | 0          | 0  | 0  | 1      | 75     | 8       |
| 2011  | Północnoeuropejski Puchar Formuły Renault 2.0 | KEO Racing       | 3       | 0          | 0  | 0  | 0      | 23     | 37      |
| 2011  | Europejski Puchar Formuły Renault 2.0         | KEO Racing       | 6       | 0          | 0  | 0  | 0      | 0      | 40      |
| 2012  | Północnoeuropejski Puchar Formuły Renault 2.0 | Trackstar        | 13      | 0          | 0  | 0  | 0      | 41     | 32      |